# Hraesvelg
Hraesvelg (pojídač či polykač mrtvol) je obr v severské mytologii, který na sobě nosí oblek orla a svým bystrým zrakem pozoruje říši bohyně Hel - Helheim. 
Je také spojován se zimou, protože svými křídly vytváří ledové větry Vasud, kterými lidem znepříjemňuje život.